# Дворцовая площадь (Висбаден)
Дворцовая площадь (нем. Schloßplatz) — площадь в центре исторической части старого города Висбадена, административного центра Гессена, в пределах так называемого «исторического пятиугольника».
На площади располагаются бывший городской дворец Нассауского дома, Старая ратуша (возведена в 1608—1610 годах, ныне в ней размещается ЗАГС), Новая ратуша (построена в 1905 году) и протестантская Рыночная церковь (построена в 1853—1862 годах, имеет пять башен), а также ряд других исторических зданий; некоторые из них серьёзно пострадали в результате бомбардировок во время Второй мировой войны, некоторые же были разрушены (например, женская гимназия). В центре площади находится Фонтан рыночной площади, возведённый в 1753 году. Иногда всю площадь называют Рыночной (нем. Marktplatz), хотя это название небольшой части, переходящей в улицу Марктштрассе. В течение десяти дней августа каждого года на площади проводится фестиваль вина области Рейнгау; также здесь часто проводятся другие фестивали и различные политические мероприятия.